# Kopanie (województwo opolskie)
Kopanie – wieś w Polsce położona w województwie opolskim, w powiecie brzeskim, w gminie Skarbimierz.

## Informacje
Wieś położona tuż nad Odrą. W przeszłości istniała tu przeprawa promowa na drugi brzeg rzeki do Stobrawy. Prom został zatopiony i spoczywa na dnie Odry nieopodal dawnej przeprawy. 
Na wschód od wsi istniał, obecnie opuszczony, folwark Zawadno. Niemiecka nazwa wsi to Koppen.
Do 1950 istniał we wsi posterunek IMiGW (d. PIHM) do obserwacji stanów wody Odry – pod nazwą Koppen. Położony był w 184,9 km biegu Odry.
Przez pobliskie lasy i samą miejscowość biegną szlaki turystyczne, miejscowość znajduje się w tzw. agroregionie województwa opolskiego. 

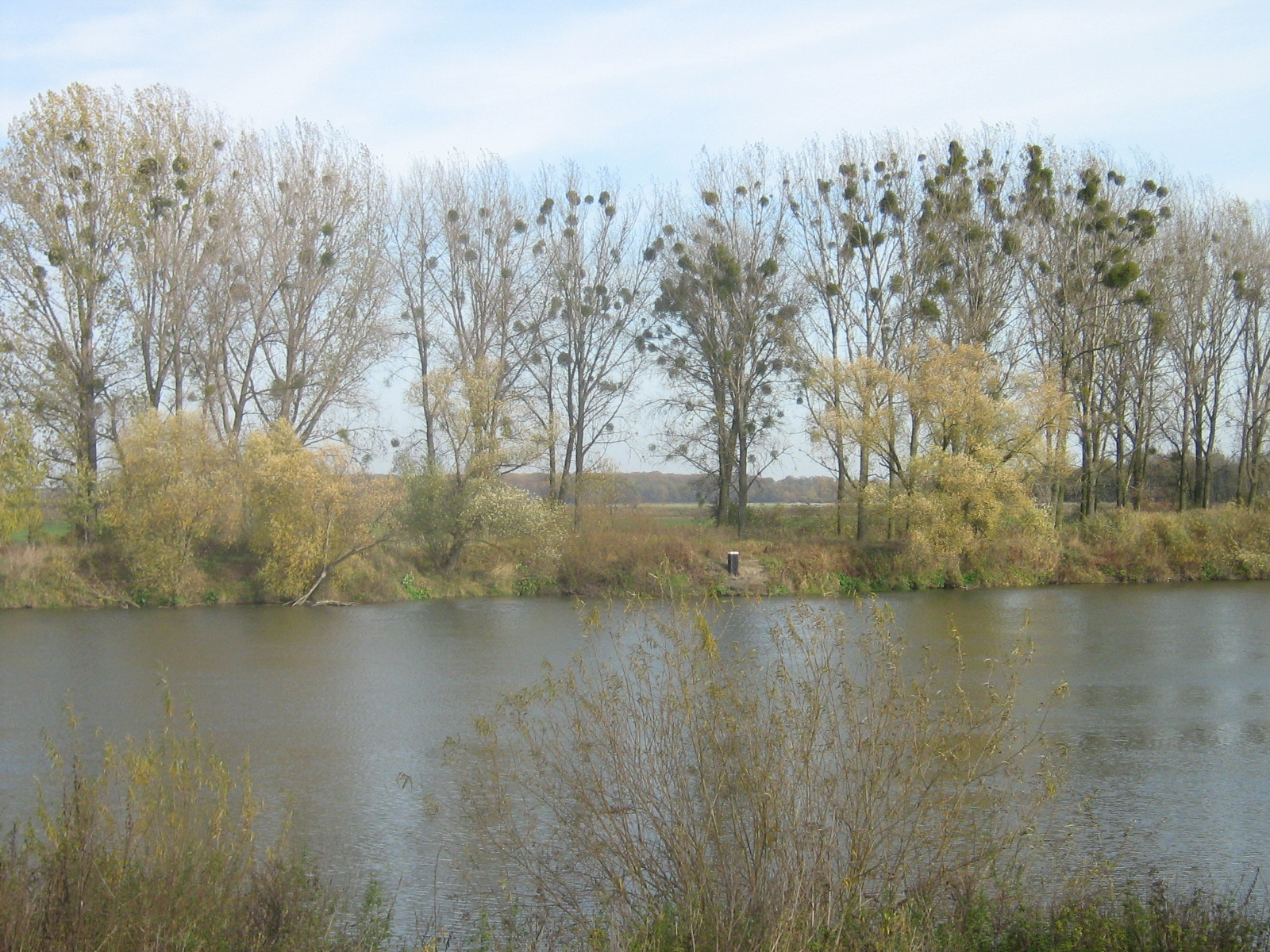
Widok na Odrę
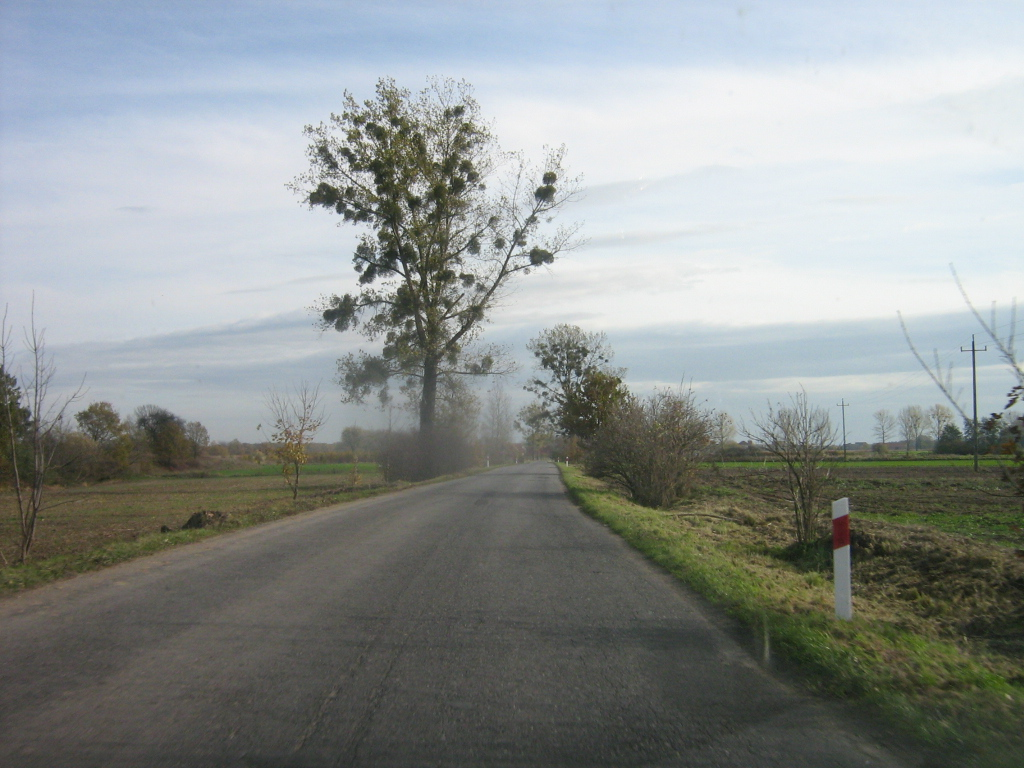
Droga do Kopania od strony Brzegu